# Chetoptilia plumicornis
Chetoptilia plumicornis är en tvåvingeart som beskrevs av Villeneuve 1942. Chetoptilia plumicornis ingår i släktet Chetoptilia och familjen parasitflugor.
Artens utbredningsområde är Uganda. Inga underarter finns listade i Catalogue of Life.